# Temples d'Abou Simbel
Les temples d'Abou Simbel sont deux temples de l'Égypte antique creusés dans la roche situés près d'Abou Simbel (en arabe أبو سمبل), dans le Sud de l'Égypte, au nord du lac Nasser, sur le Nil, à environ 70 kilomètres de la deuxième cataracte.
Construits par le pharaon Ramsès II, (XIXe dynastie) vers 1260 av. J.-C. pour commémorer sa victoire à la bataille de Qadesh, ils étaient destinés à son culte ainsi qu'à celui de dieux égyptiens et de son épouse Néfertari. Situé à l'origine sur les collines sacrées de Méha et d'Ibshek, le chef-d'œuvre nubien de Ramsès II est démonté entièrement et reconstruit plus haut, au bord du lac, sur une colline artificielle à l'abri de la montée des eaux du lac Nasser. Concrètement, la façade du temple, son intérieur, et tout le pourtour de la montagne l'abritant sont découpés en blocs, puis réassemblés en un endroit plus sûr. 
Ces monuments sont classés patrimoine mondial par l'UNESCO.

## Contexte
La bataille de Qadesh a eu lieu vers 1275 av. J.-C., en l’an V du règne de Ramsès II. Elle a été menée par le pharaon dans le cadre de la poursuite de la démonstration militaire qu’avait instaurée son père, le pharaon Séthi Ier. Elle a vu s’affronter Ramsès II au roi hittite Muwatalli. Une fois arrivés sur les terres de la région de Syrie, lui et son armée sont victimes d’un piège. Les Hittites parviennent à séparer les divisions et à les encercler. Les bas-reliefs présents dans le grand temple relatent que, alors qu’il était complètement acculé, Ramsès II trouva un char abandonné sur le champ de bataille, s’en empara et parvint à gagner la bataille. Il graciera plus tard les deux chevaux du char qui l’avaient accompagné dans son épopée et s’en occupera personnellement.

## Construction
Ramsès II lance le chantier dès le début de son règne, il tient à reprendre l’œuvre du pharaon qui lui sert de modèle, Amenhotep III, qui avait fait bâtir des sanctuaires monumentaux en haute Nubie. Il souhaite ainsi renouer avec la prospérité qui régnait sous le règne de son prédécesseur, les temples doivent combler les dieux, assurer grâce au bon cycle des crues du Nil la sécurité alimentaire de ses sujets.
C'est le fils royal de Koush de Nubie qui est chargé des travaux : Iouny puis son successeur Hékanakht.

## Découverte
Le petit temple consacré à Néfertari fut le premier à être découvert[Quand ?]. Quant au grand temple dédié à Ramsès II, il fut découvert le 22 mars 1813 par l’historien suisse Jean Louis Burckhardt. Celui-ci le découvrit par hasard, en s’éloignant quelque peu du petit temple qu’il était venu visiter. À une centaine de mètres à l’est, il aperçut la façade du grand temple à moitié ensablée qui ne laissait transparaître que le haut des quatre statues à l’effigie de Ramsès II. Ce n’est que quatre ans plus tard, le 1er août 1817, que l’explorateur italien Giovanni Battista Belzoni parvint à désensabler et ouvrir l’entrée du grand temple.

## Grand temple

### Destination

Vue de la façade du grand temple d'Abou Simbel.

Le grand temple est un hémispéos construit à l'origine dans la colline de Méha. Il est voué au culte d'Amon, de Rê, de Ptah et de Ramsès II déifié. À l'époque du pharaon, lors du lever de soleil des 21 février et 21 octobre, les rayons du soleil éclairaient le naos au fond du sanctuaire et trois des quatre statues de la façade du temple. La quatrième statue, jamais éclairée et située à l’une des extrémités du sanctuaire, est celle de Ptah, un dieu funéraire et dieu des ténèbres, devant toujours rester dans l’ombre. Actuellement, depuis le déplacement du temple, les trois statues sont éclairées les 23 février et 23 octobre, et le naos est éclairé avec un décalage de 40 cm.

### Description
Le temple est taillé dans le grès de la roche pour sa majeure partie, y compris la façade composée de quatre statues colossales de Ramsès II assis ainsi que d'autres statues, bas-reliefs et frises. Les parties non taillées dans la roche sont un péribole et un pylône en briques de limon du Nil.
Au-dessus de la porte du temple, une statue en demi-ronde bosse[précision nécessaire] dans une niche rectangulaire représente Rê-Horakhty reconnaissable au Disque solaire posé sur sa tête.

## Petit temple

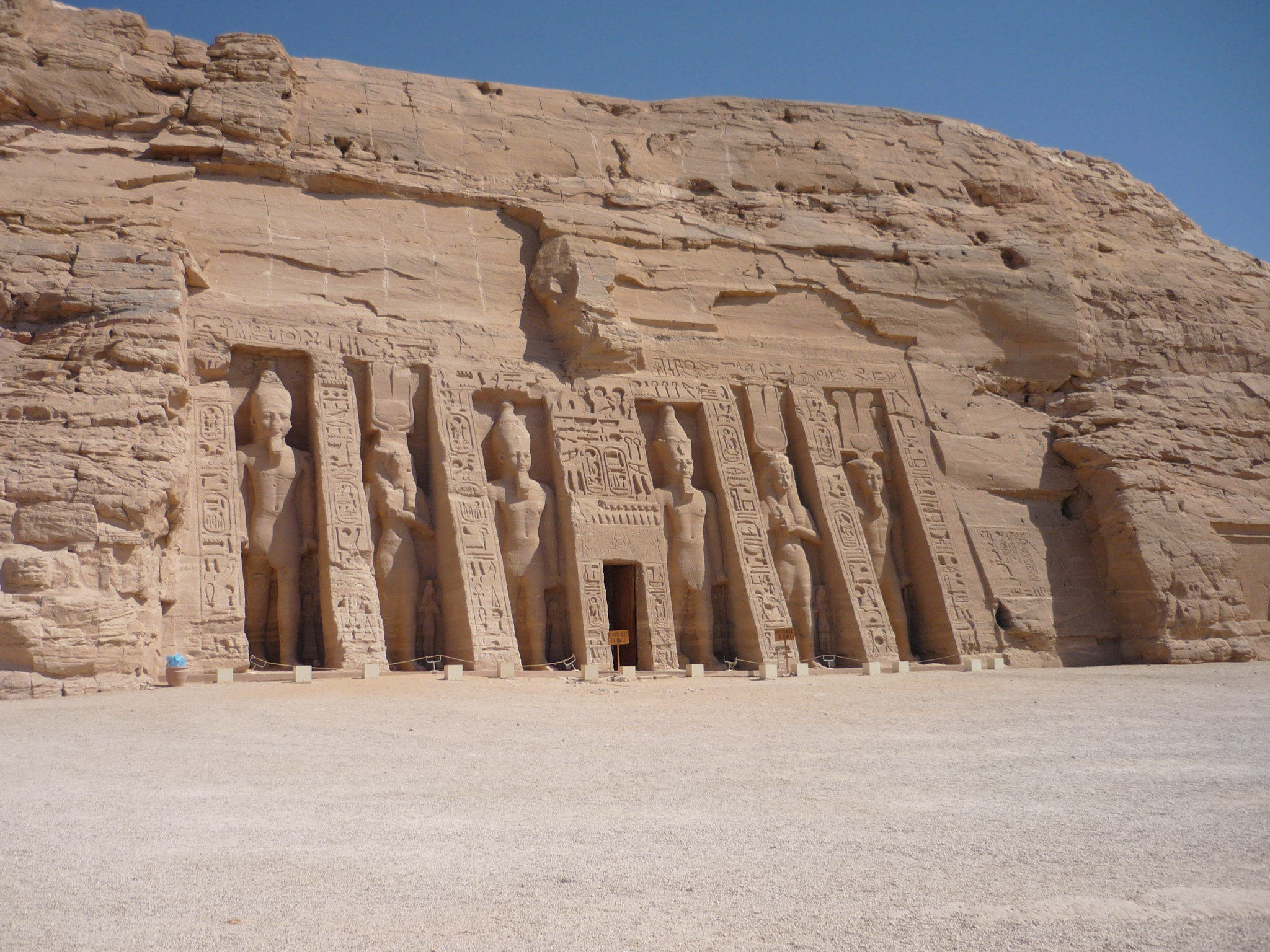
Vue de la façade du petit temple d'Abou Simbel.

Le petit temple est un spéos construit à l'origine dans la colline d'Ibshek. Il est voué au culte de Néfertari déifiée sous les traits d'Hathor. Il est taillé dans la roche en totalité, y compris la façade composée de six statues colossales de Ramsès II et de Néfertari ainsi que d'autres statues, bas-reliefs et frises.

## Préservation
Le président égyptien Gamal Abdel Nasser projette la construction du haut barrage d'Assouan sur le Nil afin de produire de l'électricité, d'augmenter les surfaces cultivables et d'éliminer la crue du Nil en aval du barrage. L'appel à la sauvegarde des monuments de la Nubie est lancé par l'UNESCO le 8 mars 1960. Ainsi naît la notion du « patrimoine universel ». Le principe essentiel est de déplacer les sanctuaires hors des lieux menacés pour les exposer à nouveau, le plus près de leur site d'origine dans la même orientation, à l'abri des eaux du futur lac Nasser.
La coopération internationale est mise en œuvre dès 1959 par le ministre égyptien de la Culture Tharwat Okasha (en) et l'égyptologue française Christiane Desroches Noblecourt qui utilisent ce patrimoine de l'Égypte pharaonique comme ambassadeur envoyé dans des expositions internationales (Washington 1961, Paris 1967) afin de collecter des fonds pour sauver les temples de Nubie,. Jean Bourgoin, ingénieur, est le chef de ce projet pour l'UNESCO.

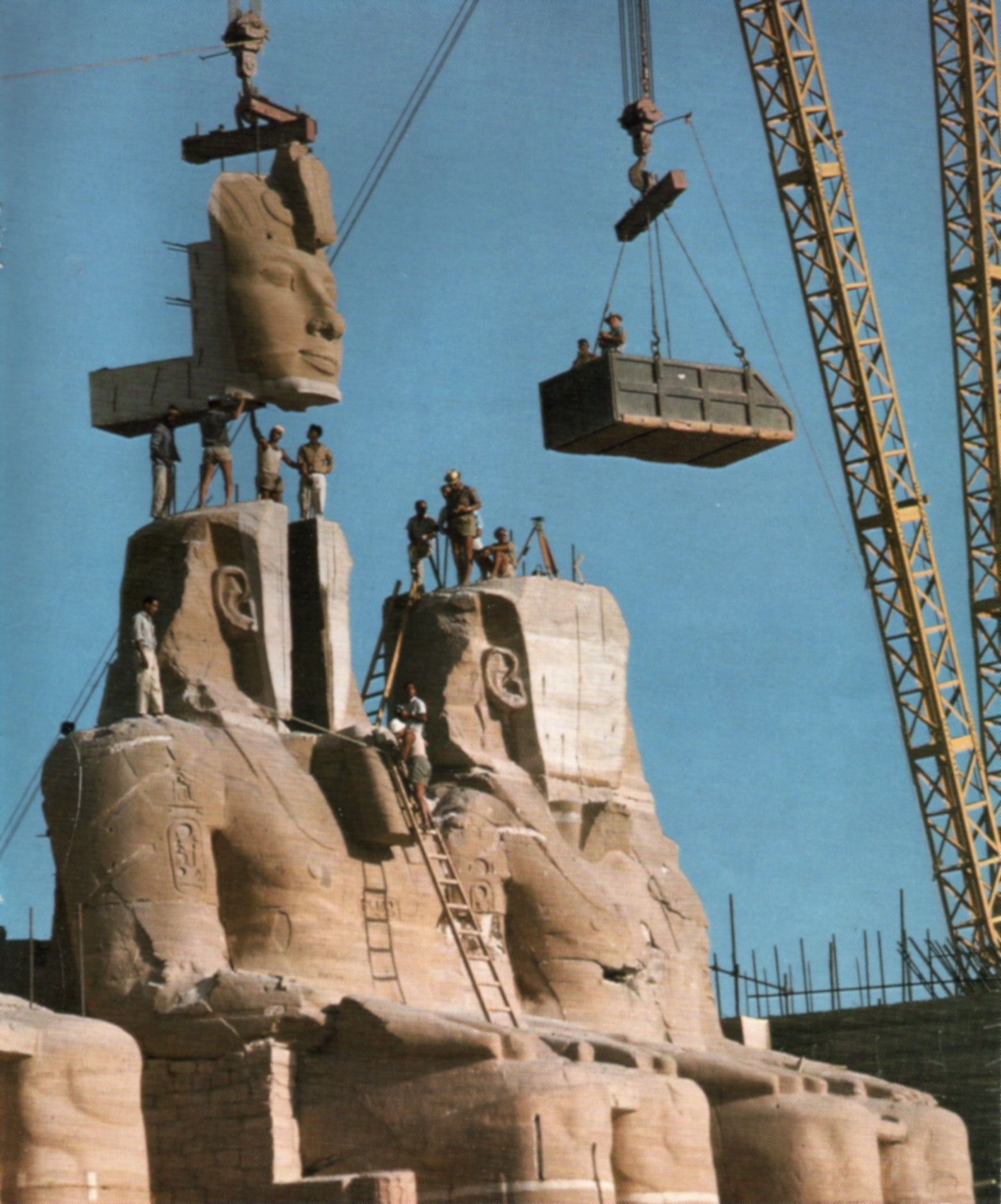
Scène de réassemblage des colosses de la façade du grand temple d'Abou Simbel lors du sauvetage des deux temples.

L'un des projets visant à sauver les temples d'Abou Simbel reposait sur l'idée de William MacQuitty de construire un barrage d'eau douce transparente autour des temples, l'eau à l'intérieur étant maintenue à la même hauteur que le Nil. Il devait y avoir des chambres d'observation sous-marines. En 1962, l'idée a été transformée en proposition par les architectes Jane Drew et Maxwell Fry et l'ingénieur civil Ove Arup, qui considéraient que l'élévation des temples ignorait l'effet de l'érosion du grès par les vents du désert. Cependant, la proposition, bien que reconnue comme extrêmement élégante, a été rejetée.
Le chantier est commencé en mars 1964 par une équipe multinationale d'archéologues, d'ingénieurs et d'opérateurs d'équipement lourd qualifiés travaillant ensemble sous la bannière de l'UNESCO ; il a coûté quelque quarante millions de dollars américains à l'époque (soit 300 millions de dollars en 2017). Entre 1964 et 1968, l'ensemble du site a été soigneusement découpé en grands blocs (jusqu'à trente tonnes, vingt tonnes en moyenne), démonté, soulevé et remonté à un nouvel emplacement, soixante-cinq mètres plus haut et deux-cents mètres en retrait du fleuve, dans l'un des plus grands défis d'ingénierie archéologique de l'histoire. L'ensemble de la montagne n'est pas tronçonné et réassemblé dans son entièreté. Au lieu de cela, une fausse montagne vide et en béton armé est érigée, mais effectivement dissimulée par les tronçons provenant de tout autour du relief naturel original. Les temples d'Abou Simbel sont inaugurés, sur leur nouvel emplacement, en septembre 1968.

## Galerie

Temple de Ramsès II
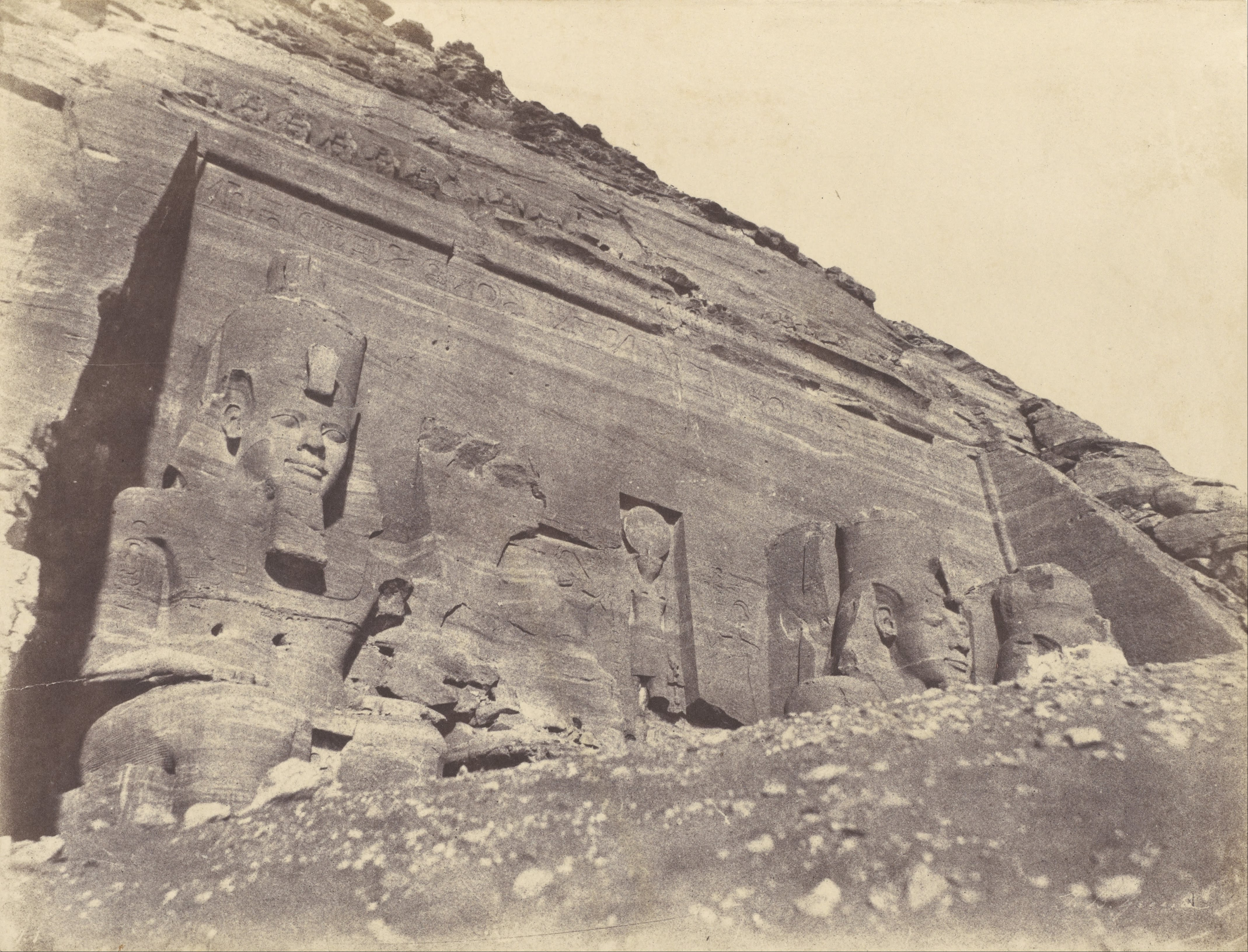
Photo la plus ancienne, 1854 par John Beasley Greene.
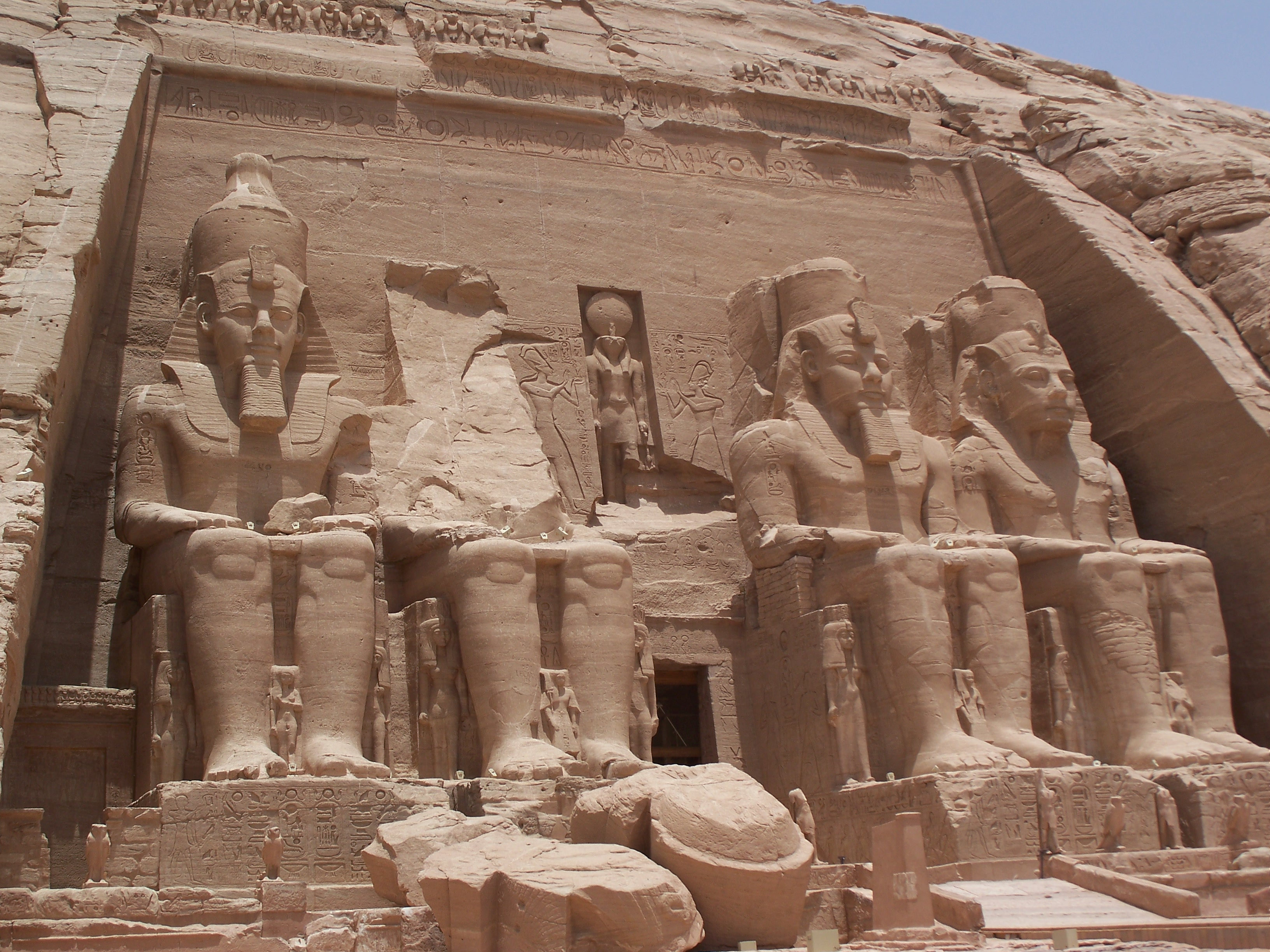
Temple de Ramsès II en 2007.
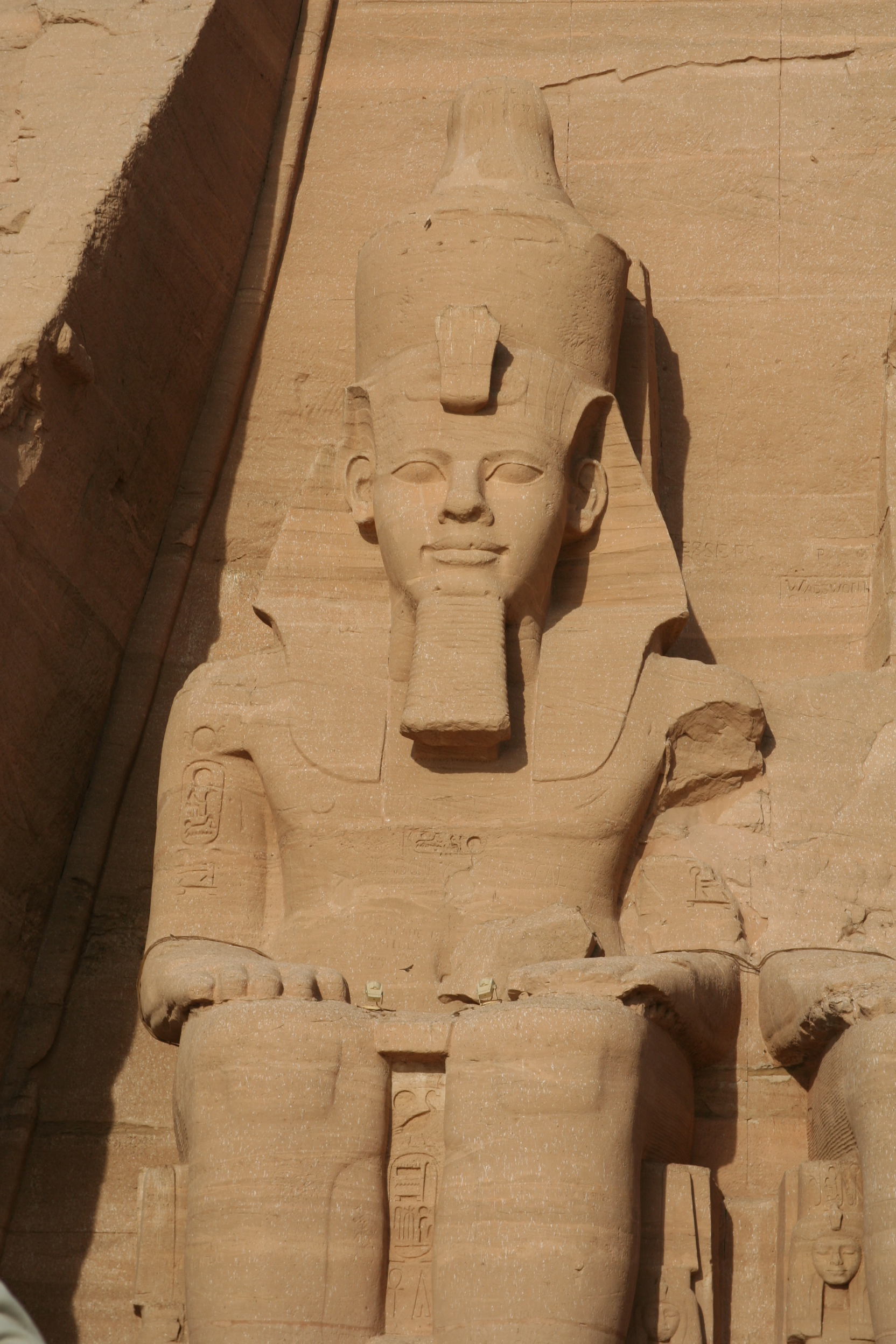
Gros plan de la statue la plus à gauche au temple de Ramsès II.
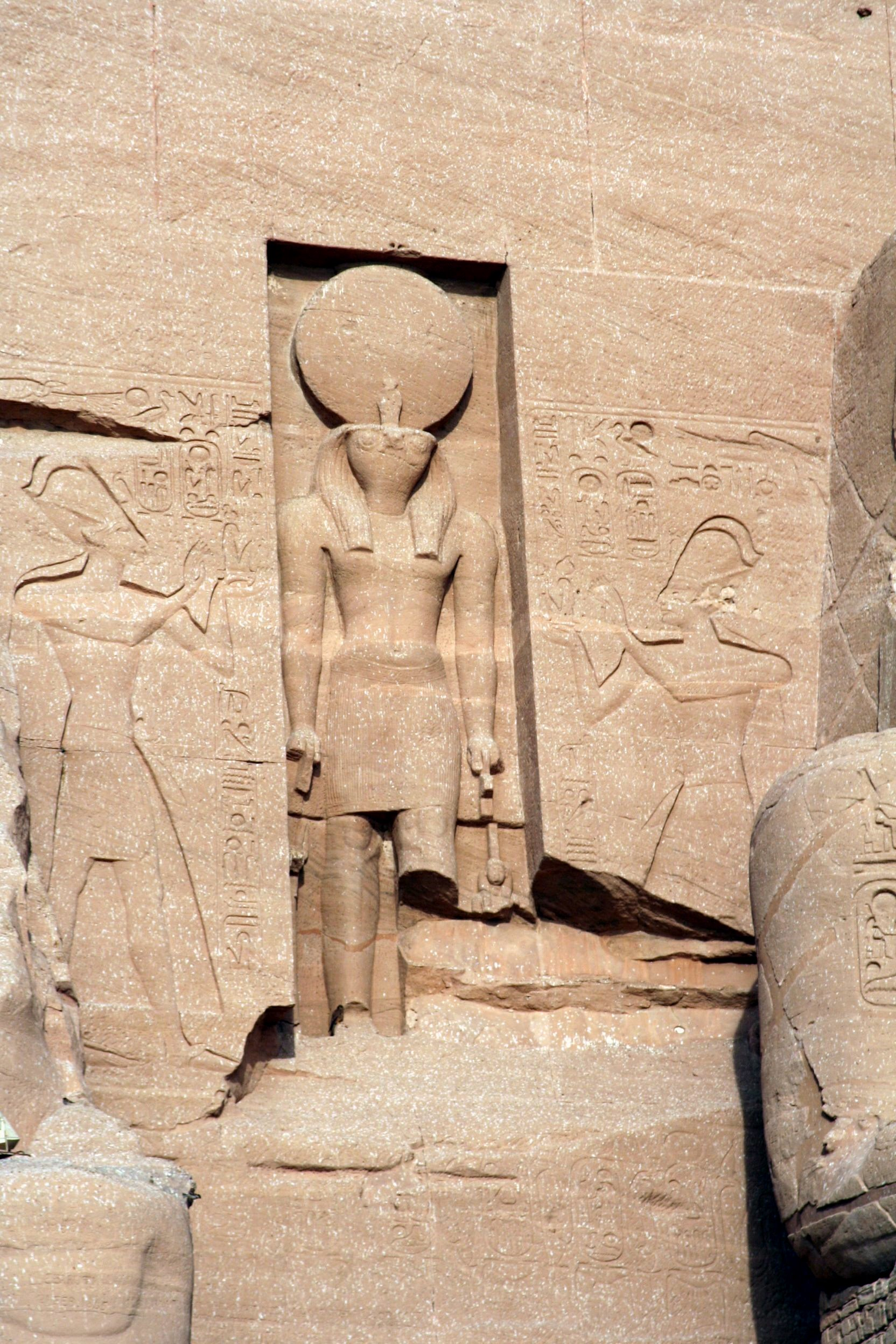
Statue centrale de Rê-Horakhty dans le Grand Temple.
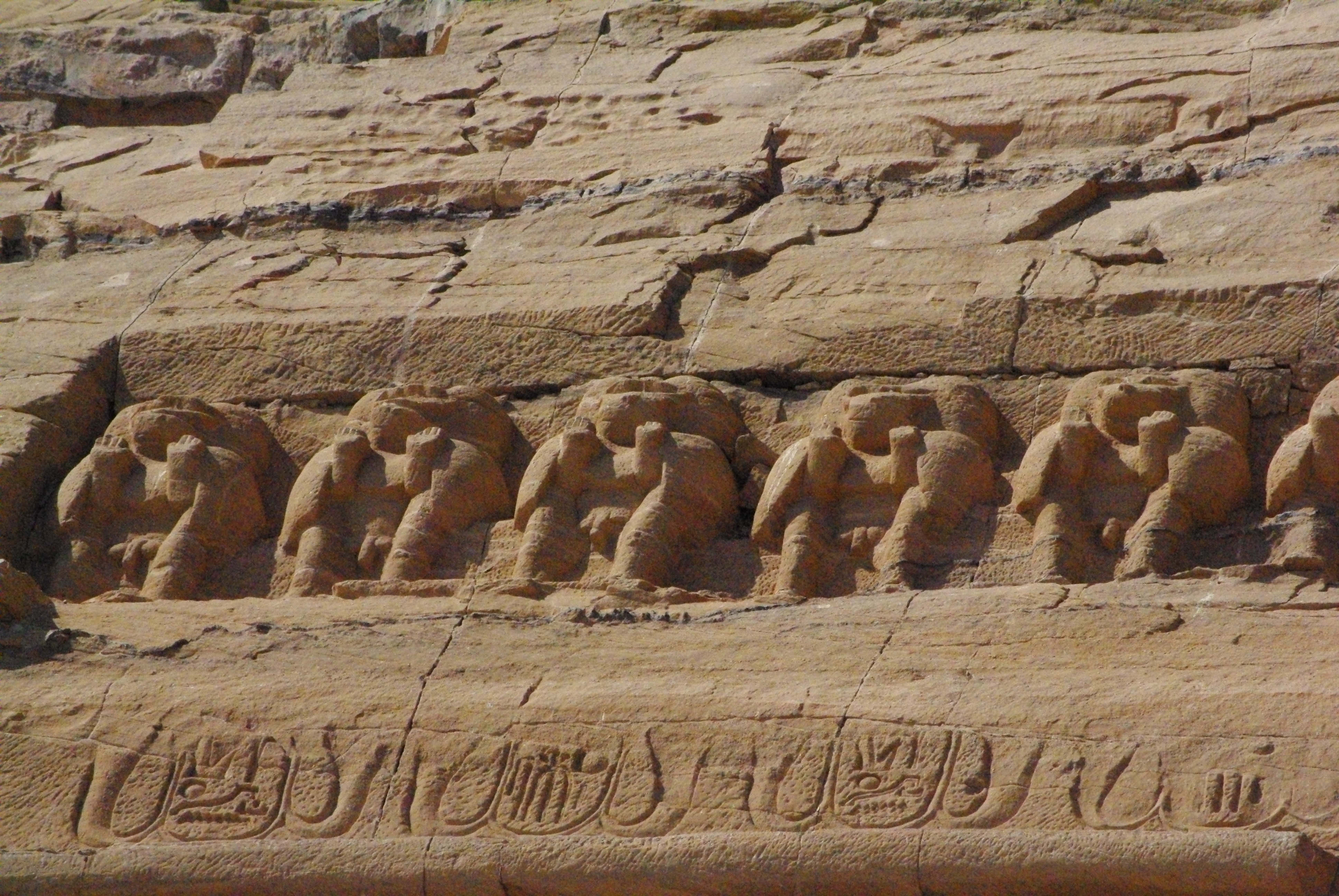
Sculptures de babouin au-dessus des têtes des statues de Ramsès dans le Grand Temple.
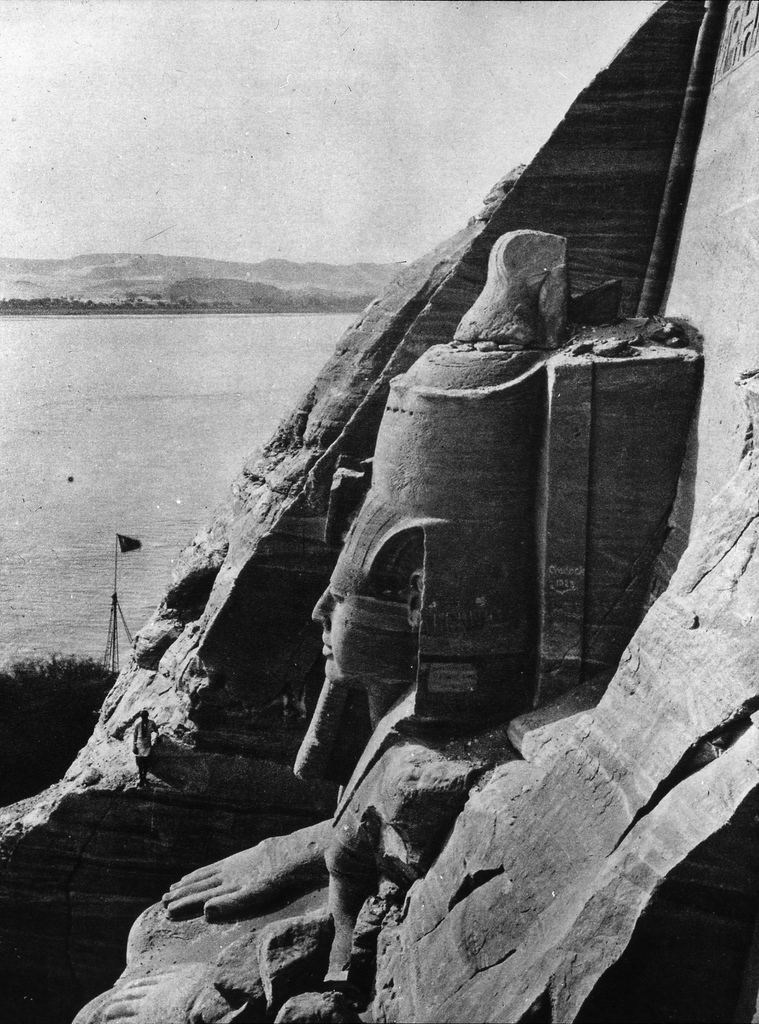
Vue du Grand Temple à partir de la droite, photo créditée à William Henry Goodyear (avant 1923).
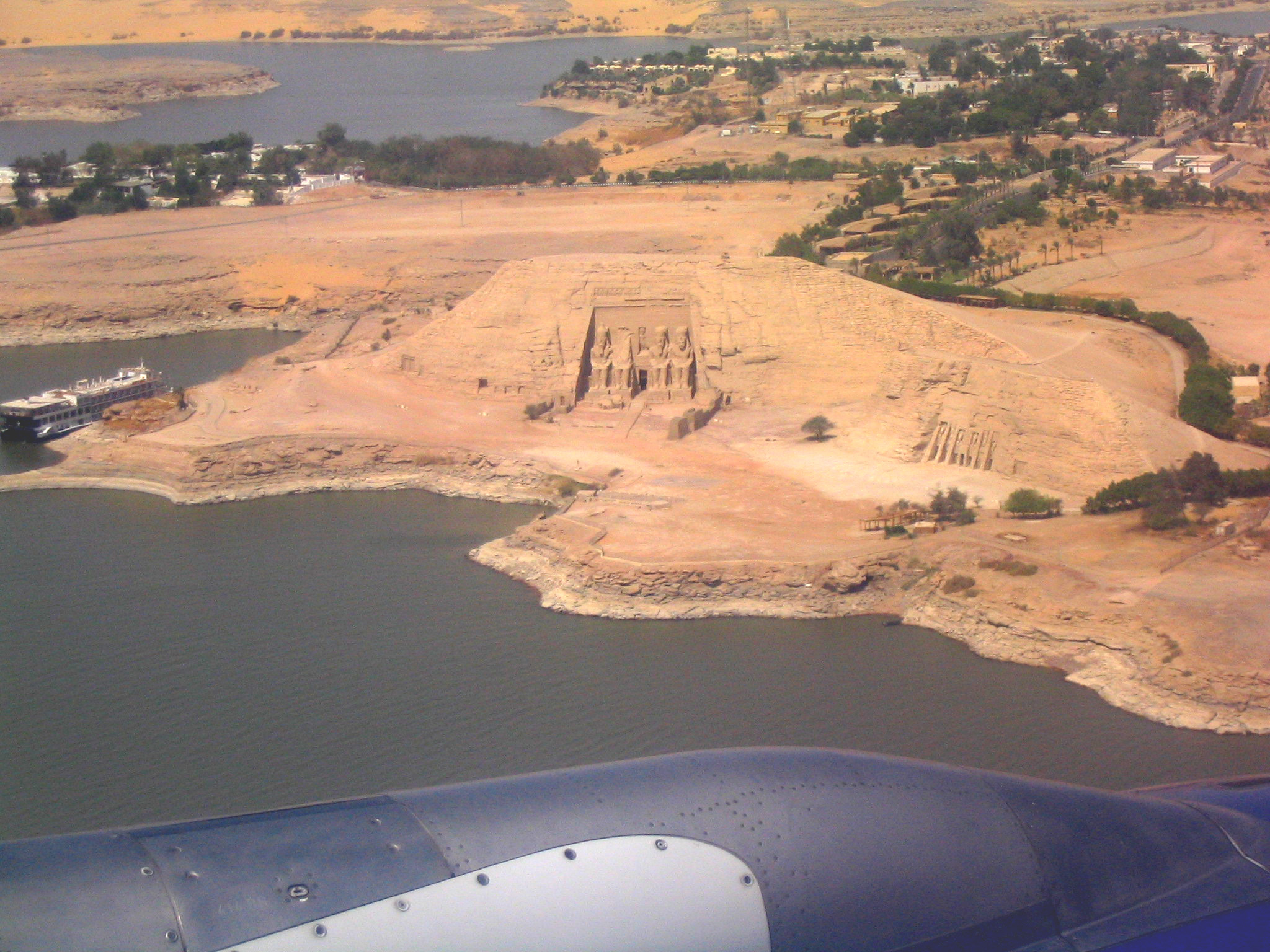
Vue d'avion